# Stanisław Juchnowicz
Stanisław Juchnowicz (ur. 10 czerwca 1923 w Lidzie, zm. 31 stycznia 2020 w Krakowie) – polski architekt, urbanista, profesor nauk technicznych, żołnierz Armii Krajowej, wieloletni pracownik Politechniki Krakowskiej  i dziekan Wydziału Architektury PK (1984), współautor planu urbanistycznego Nowej Huty.

## Życiorys i działalność naukowa
Syn Stanisława. W 1940 we Lwowie zdał maturę i rozpoczął studia w Konserwatorium i na Politechnice Lwowskiej. Był żołnierzem Obszaru Lwowskiego Armii Krajowej. Po wojnie ukończył studia na Politechnice Gdańskiej (dyplom 1948).
Poza Nową Hutą, był autorem wielu projektów i realizacji, m.in. w Krakowie, Chorzowie, Łodzi i Lublinie. Działał jako urbanista i wykładowca także na forum międzynarodowym. Był wieloletnim pracownikiem Wydziału Architektury Politechniki Krakowskiej, kierował Zakładem Projektowania Miast i Osiedli (1970–1973), był wicedyrektorem Instytutu Urbanistyki i Planowania Przestrzennego (1979–1991). Był także założycielem Międzynarodowego Ośrodka Kształcenia i Studiów Urbanistycznych Politechniki Krakowskiej, oraz promotorem wielu dyplomów i prac doktorskich. Prof. Stanisław Juchnowicz od 2003 był profesorem na Wydziale Architektury i Sztuk Pięknych Krakowskiej Akademii im Andrzeja Frycza Modrzewskiego. W latach 80. był współzałożycielem Polskiego Klubu Ekologicznego, pierwszej organizacji pozarządowej o takim profilu w ówczesnym systemie, orędownikiem idei zrównoważonego rozwoju.
Zmarł w Krakowie, pochowany 11 lutego 2020 roku na cmentarzu Salwatorskim w Krakowie (sektor G-1-8).

### Nowa Huta
Działalność zawodową rozpoczął w Gdańsku, zakładając w 1948 pracownię urbanistyczną w Centralnym Biurze Studiów i Projektów Z.O.R. w celu przygotowania projektu odbudowy Miasta Głównego w Gdańsku. Następnie podjął pracę w Katedrze Planowania Krajowego i Regionalnego na wydziale Architektury Politechniki Gdańskiej jako asystent-wolontariusz. Na propozycję arch. Tadeusza Ptaszyckiego (ówczesny Minister Budownictwa) prof. Stanisław Juchnowicz, mający wtedy 27 lat, przeniesiony został do Krakowa, by dołączyć do organizowanego wtedy zespołu projektowego dla przygotowań związanych z decyzją budowy Nowej Huty. W zespole tym współpracował przez 9 lat, pracując nad ostatecznym kształtem koncepcji układu przestrzennego Nowej Huty, będąc głównym projektantem kolejno realizowanych zespołów mieszkaniowych oraz pełniąc nadzory na budowie. Prof. Juchnowicz w swoim autoreferacie pisze: „Za najbardziej udane uważam osiedle „B2” na około 6.000 mieszkań, które, mimo zastosowania w znacznym procencie budynków typowych, stwarza dobre warunki życia dla mieszkańców. Było to pierwsze osiedle projektowane przeze mnie w Nowej Hucie przed nasileniem presji w kierunku symetrii i monumentalności”. Zakończeniem i podsumowaniem prac związanych z budową Nowej Huty był udział Stanisława Juchnowicza w ogólnopolskim otwartym konkursie SARP na dalszą rozbudowę Nowej Huty, nagrodzony II lokatą. Została przyznana mu także zespołowa Nagroda Państwowa II stopnia. W roku 1985 przewodniczył Sądowi konkursowemu SARP na projekt zespołu mieszkaniowego, mającego stanowić ostateczne ukształtowanie rejonów Placu Centralnego. W tym roku podjął także działania mające na celu wydanie profesjonalnej publikacji na temat projektowania i realizacji Nowej Huty. 1 lutego 1986 ukazało się studium na ten temat w miesięczniku „Architektura” (nr 1).

### Działalność zagraniczna
W roku 1959 otrzymał stypendium Fundacji Forda i wyjechał na studia do Instytutu Studiów Urbanistycznych Uniwersytetu Pensylwańskiego w Filadelfii (1959–1960). W wyniku podróży napisał pracę doktorską „O związkach i wpływie ruchu na formowanie dzielnic śródmiejskich miast Stanów Zjednoczonych A. P.” oraz pracę habilitacyjną pt. „Metoda wyznaczania zasięgu obszaru centrów miejskich. Niektóre problemy ich struktury funkcjonalno-przestrzennej”. Następnie Juchnowicz podjął się organizacji oraz uruchomienia wydziału Urbanistyki i Planowania Regionalnego na Uniwersytecie w Zarii (w Nigerii) oraz opracowania programu nauczania na tym wydziale. Na terenie Afryki Zachodniej działał przez 8 lat (1973–1981). Wykonał w tym czasie projekty rozbudowy 4 miast w Nigerii Południowej (Gaya, Bici, Zaria, Gombi). Juchnowicz w 1976 roku pełnił również funkcję eksperta ONZ na Politechnice w Ibadanie, będąc doradcą rządu do projektu i budowy nowej stolicy Nigerii – miasta Abudża.

### Działalność na Politechnice Krakowskiej
Po powrocie z Afryki prof. Stanisław Juchnowicz został wybrany przez Radę Wydziału dziekanem Wydziału Architektury (1984–1987) i kontynuował starania związane z organizacją Ośrodka Kształcenia Urbanistów dla Krajów Rozwijających się, który został powołany w 1985 roku przez Ministra Nauki i Szkolnictwa Wyższego. Stanisław Juchnowicz był autorem wielu prac teoretycznych i studialnych z zakresu urbanistyki i planowania przestrzennego (m.in. śródmieścia miast polskich, studia nad kształtowaniem i rozwojem centrów, 1971). Był także uczestnikiem szeregu nagrodzonych i wyróżnionych krajowych, a także międzynarodowych, konkursów urbanistyczno-architektonicznych (projekt dzielnicy mieszkaniowej Nowa-Huta Bieńczyce, Pomnik Bohaterów Warszawy, projekty centrów miast Łodzi, Krakowa, Lublina, Chorzowa i innych). Odznaczony został Krzyżem Oficerskim Orderu Odrodzenia Polski. Był promotorem ponad 200 prac magisterskich i 12 doktorskich (na uniwersytetach w kraju oraz za granicą) oraz członkiem Regional Science Association (RSA) i wielu innych organizacji zarówno krajowych, jak i międzynarodowych.

### Projekty
1. Dzielnica mieszkaniowa Nowa Huta Bieńczyce (z zespołem w 1958)
2. Dzielnica mieszkaniowa w Moskwie (1959)
3. Pomnik Bohaterów Warszawy (1958)
4. Projekty centrów miast – Łodzi, Krakowa, Lublina, Chorzowa i innych
5. Projekt Gmachu Głównego Katolickiego Uniwersytetu Lubelskiego (realizacja 1972–1981)
6. Ekspert i doradca rządu do projektu i budowy miasta Abudża, nowej stolicy Nigerii (1976–1980)
7. Plan zagospodarowania przestrzennego parku krajobrazowego Śnieżnika (z zespołem w 1991)

### Publikacje
1. Śródmieścia miast polskich, studia nad rozwojem i ukształtowaniem centrów, wyd. PAN. Ossolineum 1971
2. Problemy rozwoju miast Stanów Zjednoczonych Ameryki Północnej w latach 1930–1960, oraz Śródmieście miast Stanów Zjednoczonych Ameryki Północnej na tle problemów komunikacyjnych – Kwartalnik Urbanistyki i Architektury PAN, t. VII, z 4, 1962 i t. VIII, z. 3, 4, 1963
3. Naukowe podstawy rewaloryzacji budynków i zespołów na tle rozwoju miast, 1989–1991
4. Urban ecological restructuring and development At the neighbourhood level – publikowany referat na konferencji Charleroi (Belgia) 1992

## Członkostwo w organizacjach

### Organizacje krajowe
- Polski Klub Ekologiczny (1964–1968 i 1983–1987)
- Stowarzyszenie Architektów Polskich
- Członek Kolegium Sędziów Konkursowych Rady SARP (1950)
- Komitet Urbanistyki i Architektury PAN
- Komitet przestrzennego zagospodarowania kraju przy prezydium PAN (1985–1988)
- Komitet „Człowiek i Środowisko” przy Prezydium PAN (1988)
- Komisja Urbanistyki i Architektury Oddziału PAN w Krakowie (wiceprzewodniczący)
- Komitet Inżynierii Środowiska przy Prezydium PAN (1989)
- Państwowa Rada Ochrony Środowiska (1988)
- Towarzystwo Urbanistów Polskich – członek honorowy[6]

### Organizacje międzynarodowe
- Regional Science Association (RSA)
- Federation for Housing and Planning (FHP) (1960–1975)
- International Society of Urban and Regional Planners (ISoCaRP)

## Ordery i odznaczenia
- Krzyż Oficerski Orderu Odrodzenia Polski (30 lipca 1999)[3]
- Krzyż Kawalerski Orderu Odrodzenia Polski
- Srebrny Krzyż Zasługi (15 lipca 1955)[7]
- Medal Komisji Edukacji Narodowej (2012)
- Odznaka „Honoris Gratia” (2006)
- Odznaka „Przodownik Pracy” (1953)
- Złota Odznaka SARP

Źródło:.

## Nagrody
- Nagroda Państwowa II stopnia (zespołowa) za wkład w rozwiązania projektowe i ich realizację przy odbudowie miasta Nowa Huta (1955)[8]
- Nagroda Miasta Krakowa I stopnia w dziedzinie nauki i techniki (1999)
- Nagroda Wydziału IV PAN
- Krakowska Nagroda SARP
- tytuł Honorowego Obywatela Stołecznego Królewskiego Miasta Krakowa (2013)

Źródło:.